# Zanurzenie

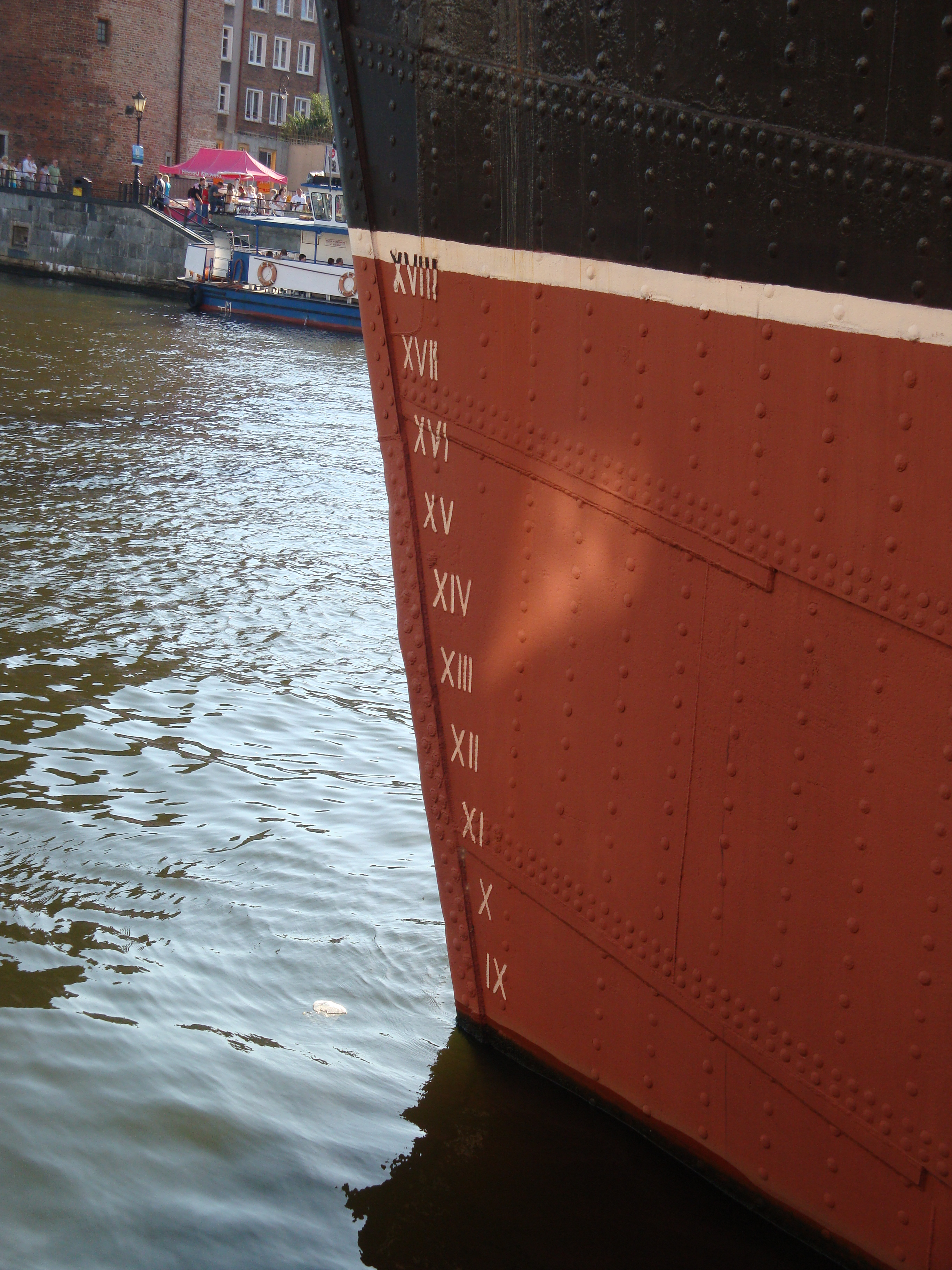
Znaki zanurzenia na dziobie SS Sołdek, pokazujące zanurzenie w stopach

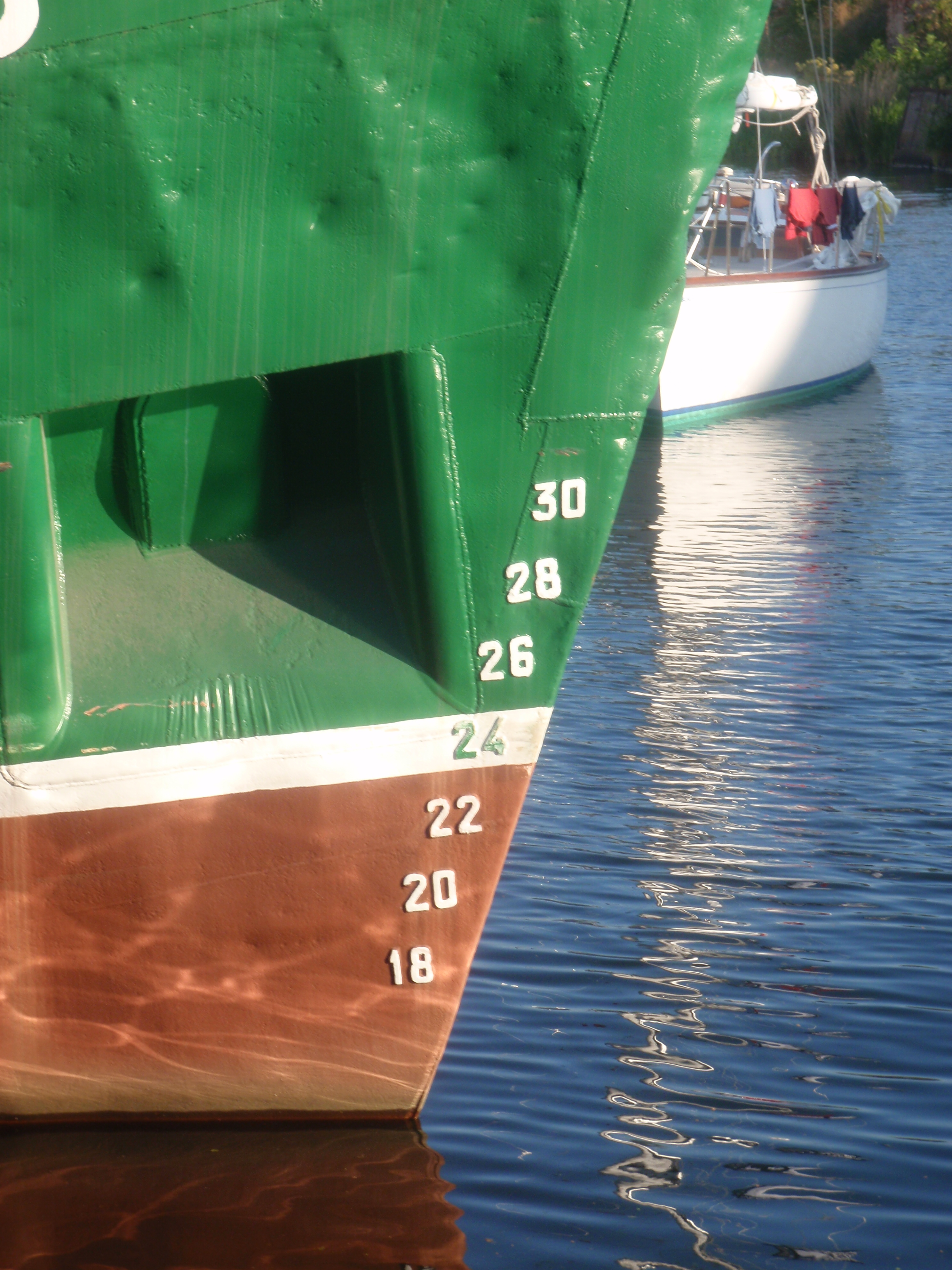
Znaki zanurzenia na dziobie kutra GDY-18, pokazujące zanurzenie w decymetrach

Zanurzenie – na statku wodnym jest to odległość pionowa mierzona na owrężu pomiędzy letnią wodnicą ładunkową a górną powierzchnią stępki płaskiej lub punktem zetknięcia się wewnętrznej powierzchni poszycia poszycia ze stępką belkową. 
Zanurzenie jednostek pływających z wyznaczoną drzewną wolną burtą mierzy się na burcie do letniej drzewnej linii ładunkowej.
Zanurzenie oznacza się literą T.